# Zimbabwe aux Jeux olympiques d'été de 2020
Le Zimbabwe participe aux Jeux olympiques de 2020 à Tokyo au Japon. Il s'agit de sa 14e participation à des Jeux d'été.

## Athlètes engagés
| Sport      | Hommes | Femmes | Total |
| ---------- | ------ | ------ | ----- |
| Athlétisme | 1      | 0      | 1     |
| Aviron     | 1      | 0      | 1     |
| Golf       | 1      | 0      | 1     |
| Natation   | 1      | 1      | 2     |
| Total      | 4      | 1      | 5     |

## Résultats

### Athlétisme
Le Zimbabwe bénéficie d'une place attribuée au nom de l'universalité des Jeux. Ngonidzashe Makusha dispute le 100 mètres masculin.
| Athlète             | Épreuve        | Tour préliminaire | Tour préliminaire | 1er tour | 1er tour | Demi-finale | Demi-finale | Finale  | Finale  |
| Athlète             | Épreuve        | Temps             | Rang              | Temps    | Rang     | Temps       | Rang        | Temps   | Rang    |
| ------------------- | -------------- | ----------------- | ----------------- | -------- | -------- | ----------- | ----------- | ------- | ------- |
| Ngonidzashe Makusha | 100 m masculin | 10 s 32           | 1er               | 10 s 43  | 7e       | Éliminé     | Éliminé     | Éliminé | Éliminé |

### Aviron
Peter Purcell-Gilpin a obtenu un quota non-nominatif pour le comité en skiff en finissant troisième de la finale des championnats africains d'aviron.
Légende: FA = finale A (médaille) ; FB = finale B (pas de médaille) ; FC = finale C (pas de médaille) ; FD = finale D (pas de médaille) ; FE = finale E (pas de médaille) ; FF = finale F (pas de médaille) ; SA/B = demi-finales A/B ; SC/D = demi-finales C/D ; SE/F = demi-finales E/F ; QF = quarts de finale; R= repêchage
| Athlète              | Compétition    | Séries        | Séries | Repêchages    | Repêchages | Quarts de finale | Quarts de finale | Demi-finales | Demi-finales | Finale       | Finale |
| Athlète              | Compétition    | Temps         | Rang   | Temps         | Rang       | Temps            | Rang             | Temps        | Rang         | Temps        | Rang   |
| -------------------- | -------------- | ------------- | ------ | ------------- | ---------- | ---------------- | ---------------- | ------------ | ------------ | ------------ | ------ |
| Peter Purcell-Gilpin | Skiff masculin | 7 min 10 s 65 | 4e R   | 7 min 35 s 16 | 1er QF     | 7 min 37 s 97    | 6e SC/D          | 7 min 1 s 72 | 4e FD        | 7 min 3 s 85 | 20e    |

### Golf
Scott Vincent est un golfeur qui fait partie des 60 meilleurs dans le classement en juin 2021.
| Athlète       | Compétition       | Scores | Scores | Scores | Scores | Total     | Rang |
| Athlète       | Compétition       | Jour 1 | Jour 2 | Jour 3 | Jour 4 | Total     | Rang |
| ------------- | ----------------- | ------ | ------ | ------ | ------ | --------- | ---- |
| Scott Vincent | Épreuve masculine | 73     | 67     | 66     | 67     | 273 (-11) | 16e  |

### Natation
| Athlète       | Épreuve                   | Séries       | Séries | Demi-finales | Demi-finales | Finale   | Finale   |
| Athlète       | Épreuve                   | Temps        | Rang   | Temps        | Rang         | Temps    | Rang     |
| ------------- | ------------------------- | ------------ | ------ | ------------ | ------------ | -------- | -------- |
| Peter Wetzlar | 100 m nage libre masculin | 50 s 31      | 42e    | Éliminé      | Éliminé      | Éliminé  | Éliminé  |
| Donata Katai  | 100 m dos féminin         | 1 min 2 s 73 | 34e    | Éliminée     | Éliminée     | Éliminée | Éliminée |